# 岩生小报春
岩生小报春（学名：Primula rimicola）为报春花科报春花属下的一个种。

## 扩展阅读
- 維基物種上的相關：岩生小报春